# 西班牙共产党（马列） (1964年)
西班牙共产党（马列）（西班牙語：Partido Comunista de España (marxista-leninista)，缩写为PCE (m-l)）是西班牙的一个已不存在的共产主义政党。该党成立于1964年11月，由西班牙共产党内部的异见派建立。该党先是奉行毛主义，中阿决裂后转而奉行霍查主义。1992年，该党解散。